# گروه آزاد
گروه آزاد نقاشان و مجسمه‌سازان یا گروه هنرمندان آزاد (به اختصار گروه آزاد) گروهی ۷ نفره از هنرمندان پیشرو بود که هنر مفهومی را در هنر نوگرا و معاصر ایران بنا نهادند. این گروه در سال ۱۳۵۳ به پیشنهاد مارکو گریگوریان به همراه شش هنرمند شاخص دیگر یعنی سیراک ملکنیان، مرتضی ممیز، غلامحسین نامی، مسعود عربشاهی، میر عبدالرضا دریابیگی و فرامرز پیلارام تشکیل شد.

## تاریخچه
بنابر گفتهٔ غلامحسین نامی در مجموعهٔ «تاریخ شفاهی فرهنگ و هنر معاصر ایران»، فکر اولیهٔ تشکیل این گروه را مارکو گریگوریان مطرح کرده و مرتضی ممیز و نامی هم با او همراه شدند. به گفتهٔ ممیز، گالری‌ها و دلالان هنری هنرمندان را به تبعیت از بازار سوق می‌دادند و اعضای این گروه با هدف حرکت برخلاف مد روز و تجربه‌های تازه و زنده گرد آمدند.
این هفت نفر به پیشنهاد مارکو گریگوریان تصمیم گرفتند در اعتراض به وضعیت کپی آثاری به نام هنر مدرن «پاسخی اساسی در پیش گیرند و به همین سبب با تدوین یک آیین‌نامه و تعیین اهداف تصمیم بر این گرفتند که نوترین جنبه‌های مدرنیسم دنیا را به‌شکل اصولی ارائه دهند».
گروه آزاد نقاشان و مجسمه‌سازان سرانجام در سال ۱۳۵۶ منحل شد. غلامحسین نامی «مخالفت‌های شدید بدخواهان» با فعالیت‌های این گروه را به‌عنوان دلیل انحلال آن مطرح کرده است؛ مخالفت آن‌ها که «این گروه را مانعی بزرگ در سر راه عوام‌فریبی و کاسب‌کاری خویش می‌پنداشتند».

### نمایشگاه‌ها
گروه آزاد چهار نمایشگاه در تهران برگزار کرد و در سه رویداد نمایشگاهی در تهران، بازل سوئیس و واشینگتن آمریکا حضور داشت.

#### ۱.نمایشگاه هنری بین‌المللی تهران(۱۳۵۳)
اولین حضور گروه آزاد در نخستین نمایشگاه هنری بین‌المللی تهران در بهمن سال ۱۳۵۳، و در غرفه‌ای مستقل، با نمایش تعدادی از آثار متأخر اعضا اتفاق افتاد. پرویز تناولی نیز به عنوان مهمان در کنار ایشان حاضر بود.

#### ۲.هنرمندان معاصر ایران(۱۳۵۳)
اندکی بعد از نمایشگاه اول، در اسفند ۱۳۵۳، گروه تعدادی از کارهای خود را در نمایشگاهی با عنوان هنرمندان معاصر ایران در گالری مس به تماشا گذاشت.

#### ۳.آبی(۱۳۵۴)
سومین نمایشگاه گروه آزاد را باید شروع جدی فعالیت‌های آن در نظر گرفت. این نمایشگاه با عنوان آبی، از ۳۰ فروردین تا ۲۰ اردیبهشت ۱۳۵۴، در نگارخانهٔ تخت‌جمشید تهران، به اهتمام وزارت فرهنگ و هنر و با همکاری کمیتهٔ ملی هنرهای تجسمی یونسکو برگزار شد. گروه به همراه چهار مهمان خود، محمد احصایی، بهمن بروجنی، منیر شاهرودی فرمانفرمائیان و چنگیز شهوق، با انتخاب رنگ آبی به عنوان تم نمایشگاه به تولید کار پرداختند.

#### ۴.گُنج و گستره(۱۳۵۴)
چهارمین نمایشگاه گروه، با عنوان گْنج و گستره، با همکاری نشریهٔ جوانان رستاخیز، در انجمن فرهنگی ایران و آمریکا – گالری‌های پوپ و علاء – از ۲۷ آبان تا ۱۰ آذر ۱۳۵۴ برگزار شد. تم انتخابی این نمایشگاه حجم بود. سیراک ملکنیان به علت عدم آمادگی برای تولید کار حجمی، از حضور در این نمایشگاه انصراف داد. مهمانان گروه در این اتفاق عبارت بودند از: قباد شیوا، سیروس مالک و اصغر محمدی.

#### ۵.نمایشگاه بین‌المللی هنری بازل (بال) سوئیس
پس از نخستین نمایشگاه بین‌المللی تهران، آثار بسیاری از هنرمندان ایران در سال‌های ۱۳۵۵ و ۱۳۵۶ در خارج از کشور به نمایش درآمد. نخستین آن‌ها حضور در نمایشگاه بازل سوییس بود. تا قبل از این نمایشگاه حضور هنرمندان ایرانی به آن وسعت و گستردگی در خارج از ایران سابقه نداشت. ۳۶ نفر از نقاشان و مجسمه‌سازان مدرنیست ایرانی، که گروه آزاد هم جزو این افراد بودند، در این نمایشگاه شرکت کردند که به کوشش امور فرهنگی و هنری دفتر مخصوص و با همکاری کمیته برگزاری نمایشگاه هنر معاصر ایران صورت گرفت.
علاوه بر هنرمندان گروه آزاد، هنرمندان و چند گالری نیز در این رویداد حضور داشتند؛ علیرضا اسپهبد، پروانه اعتمادی، داوود امدادیان، جمال بخش‌پور، اسماعیل توکلی، کارنیک درهاکوپیان، سرکیس زاکاریانس (واسپور)، بهجت صدر، پرویز کلانتری، رضا مافی، حسین محجوبی از طرف گالری سیحون، سونیا بالاسانیان از گالری سامان، پرویز تناولی از گالری زند، حسین زنده‌رودی از گالری استدلر پاریس، رحیم ناژفر از گالری ایران. دیگر هنرمندان حاضر در این نمایشگاه محمد احصایی، ناصر اویسی، صادق تبریزی، محمدابراهیم جعفری، مریم جواهری، قاسم حاجی‌زاده، شاهرخ حب‌حیدر، مهدی حسینی، ناهید حقیقت، سهراب سپهری، ابوالقاسم سعیدی، محمدحسن شیددل، منیر فرمانفرماییان، منصور قندریز، اردشیر محصص، بهمن محصص و نیکزاد نجومی بودند.

#### ۶.گُنج و گستره ۲(۱۳۵۵)

نشانهٔ گروه آزاد نقاشان و مجسمه‌سازان، مرتضی ممیز، ۱۳۵۵.

گروه آزاد بار دیگر و با تم حجم، نمایشگاهی با عنوان گنج و گستره ۲ تدارک دید. این رویداد با یاری مجلهٔ هنر و معماری، از تاریخ ۲۵ مهر تا ۶ آبان ۱۳۵۵، در نگارخانهٔ سامان برگزار شد. هانیبال الخاص، بهزاد حاتم و محمدرضا صالح‌علاء مهمانان این نمایشگاه بودند. در این نمایشگاه همچنین آرم گروه توسط مرتضی ممیز و در فرمی ترکیبی، به شکل یک کلید با دندانه‌های اره‌ای، طراحی و معرفی شد.

#### ۷.نمایشگاه بین‌المللی هنری واشینگتن (واش‌آرت ۷۷)(۱۳۵۶)
یک سال پس از برپایی نمایشگاه بازل، آثار پانزده تن از نقاشان و مجسمه‌سازان ایرانی و نیز اعضای اصلی گروه آزاد در نمایشگاه بین‌المللی هنری واشینگتن (واش آرت ۷۷) در سال ۱۹۷۷ به نمایش درآمد. الیاس فلوس مؤسس و برگزارکنندهٔ این نمایشگاه گفته است:
«همان‌طور که نیویورک مرکز هنری ایالات متحده و پاریس مرکز هنری فرانسه است، تهران نیز مرکز هنری ایران به‌شمار می‌رود. همه علاقمند هستند که بدانند در مرکز هنری یک مملکت چه می‌گذرد».
نازی عطری، پرویز کلانتری، محمدابراهیم جعفری و کورش شیشه‌گران از مهمانان گروه آزاد در این نمایشگاه بودند. علاوه بر گروه آزاد و مهمانانش، مریم انصاری، سونیا بالاسانیان، پرویز کلانتری، کامران کاتوزیان و پروین بیات از گالری کارته تهران و همچنین کامران عدل، احمد عالی، فریدون آو، کاوه گلستان، تونی شفرازی و رامیز شهوق در این نمایشگاه حضور داشتند.

## بنیادگذاران
- سیراک ملکنیان
- مارکو گریگوریان
- مرتضی ممیز
- غلامحسین نامی
- مسعود عربشاهی
- میر عبدالرضا دریابیگی
- فرامرز پیلارام